# 埃塞俄比亚人民革命民主阵线
埃塞俄比亚人民革命民主阵线（羅馬化：ye’ītiyop’iya ḥizibochi ābiyotawī dīmokirasīyawī ginibari），简称埃革阵，是埃塞俄比亚的一个已不存在的政党联盟。
1989年初，埃塞俄比亚人民革命民主阵线作为反对门格斯图独裁统治的政治军事联盟成立，由提格雷人民解放阵线、埃塞俄比亚人民民主运动（1994年改名为阿姆哈拉民族民主运动，2018年又改名为阿姆哈拉民主党）和南埃塞俄比亚人民民主阵线（1992年改名为南埃塞俄比亚人民民主运动）三个党派组成，实际由提格雷人民解放阵线主导。1990年，奥罗莫人民民主运动（2018年改名为奥罗莫民主党）加入。1991年5月28日，埃塞俄比亚人民革命民主阵线领导的武装攻克首都亚的斯亚贝巴，推翻门格斯图政权，成立埃塞俄比亚过渡政府。自此，该联盟长期在埃塞俄比亚执政。
2012年以前，埃革阵的主席是提格雷人民解放阵线出身的梅莱斯·泽纳维，他先后兼任埃塞俄比亚临时总统和埃塞俄比亚总理。2012年梅莱斯逝世后，南埃塞俄比亚人民民主运动出身的海尔马里亚姆·德萨莱尼接任埃革阵主席和埃塞俄比亚总理，继续推行梅莱斯时期的政治路线，提格雷人民解放阵线仍掌握实权。2018年，海尔马里亚姆因日益动荡的国内局势而被迫辞职，奥罗莫人民民主组织出身的阿比·艾哈迈德·阿里接任埃革阵主席和埃塞俄比亚总理，开始实行大规模改革，引起提格雷人民解放阵线的强烈反对。
2019年12月1日，该联盟解散；除提格雷人民解放阵线外，其余成员党与全部附随政党（阿法尔民族民主党、本尚古勒-古马兹人民民主团结阵线、索马里民主党、甘贝拉人民民主运动和哈勒尔民族联盟）合并为繁荣党。繁荣党成为埃塞俄比亚新的执政党。
该联盟主张埃塞俄比亚各民族享有自决权利。